# Leonardo Díaz
Leonardo Nicolás Díaz (Santa Fe, 5 settembre 1972) è un ex calciatore argentino, di ruolo portiere.